# 党政革新运动
党政革新运动是中国国民党的一批底层及中层干部于1944年发起的以革新党政为目标的跨党派政治运动:333。最早倡导者为中央俱樂部成员，后发展为跨派系政治运动，认为党内的建制派应为腐败负责:334-335。由于运动内部黄埔系、三青团系与中央俱乐部派之间的持续冲突，最终在1947年结束:352-354。